# Naknek Lake
Der Naknek Lake ist ein See im Südwesten Alaskas auf der Alaska-Halbinsel.
Der 585 km² große See liegt vollständig im Katmai-Nationalpark. Der See ist stark gegliedert. Neben dem Hauptbecken gibt es im Nordosten den North Arm sowie im Südosten den Iliuk Arm. Der Naknek Lake wird unter anderem vom Savonoski River gespeist, der an der Westflanke der Aleutenkette entspringt. Der Abfluss des Sees ist der Naknek River, der westwärts in die Bristol Bay fließt. Wenige Kilometer flussabwärts befindet sich mit King Salmon die nächstgelegene Ortschaft.
Im Südosten des Sees liegt an der Mündung des Lake Brooks das per Wasserflugzeug erreichbare Brooks Camp, von dem aus die einzige Straße des Nationalparks in das südöstlich gelegene Valley of Ten Thousand Smokes führt.